# Odczynnik selektywny
Odczynnik selektywny – odczynnik chemiczny reagujący z niewielką grupą jonów, dających podobną reakcje. Stosowany w jakościowej analizie chemicznej związków nieorganicznych do oznaczania kilku jonów z danej grupy analitycznej.
Przykładem odczynnika selektywnego jest 6n roztwór kwasu azotowego podczas rozdzielania osadu związków rtęci od reszty kationów podgrupy analitycznej II A (po wytrąceniu siarczków) lub kwas heksachloroplatynowy dający żółty osad w obecności kationów potasu lub amonowych, przy czym sól amonowa wydziela amoniak po alkalizacji środowiska ługiem.